# Capurso
Capurso is een gemeente in de Italiaanse provincie Bari (regio Apulië) en telt 14.976 inwoners (31-12-2004). De oppervlakte bedraagt 14,9 km², de bevolkingsdichtheid is 1005 inwoners per km².

## Demografie
Capurso telt ongeveer 5165 huishoudens. Het aantal inwoners steeg in de periode 1991-2001 met 6,7% volgens cijfers uit de tienjaarlijkse volkstellingen van ISTAT.
| Jaar | Inwoneraantal |
| ---- | ------------- |
| 1991 | 13.470        |
| 2001 | 14.376        |

## Geografie
Capurso grenst aan de volgende gemeenten: Bari, Casamassima, Cellamare, Noicattaro, Triggiano, Valenzano.